# Aparições de Banneux

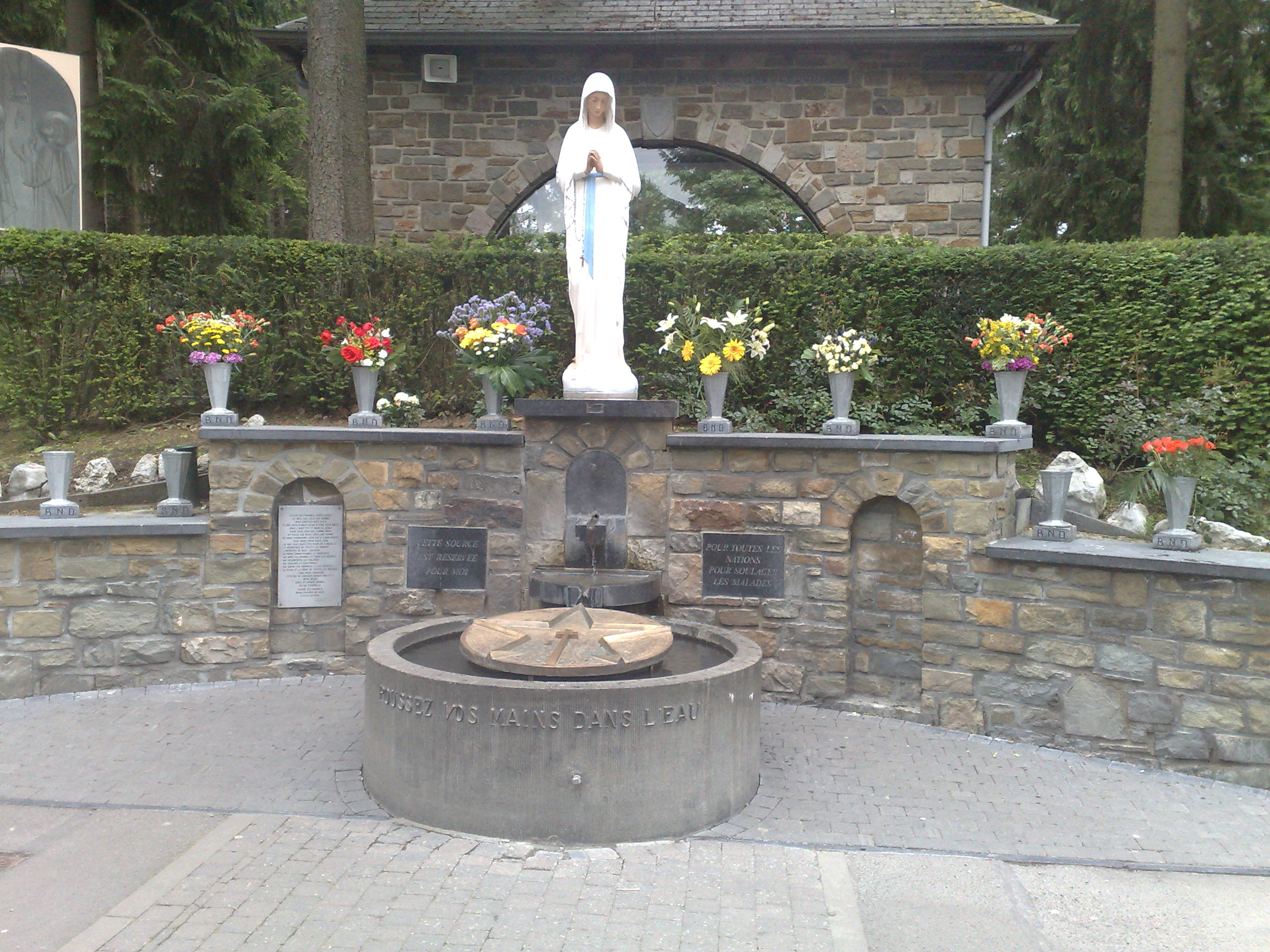
Fonte de Nossa Senhora de Banneux, na Bélgica.

As aparições de Banneux são aparições marianas ocorridas em 1933 em Banneux Notre-Dame, na Bélgica. Mariette Beco, nativa da localidade, contou que presenciou oito aparições da Virgem Maria, entre os dias 15 de janeiro de 1933 e 2 de março do mesmo ano. A criança disse ter visto uma senhora vestida de branco, que declarou ser a Virgem dos Pobres ou Nossa Senhora de Banneux e disse-lhe:
Acredite em mim, que eu acreditarei em ti.

## Situação geográfica
Banneux Notre-Dame era um pobre casario agrupado em torno de uma pequena igreja. Naquela época não aparecia nos mapas, encontrando-se a 25 km de Lieja, capital da província. Encontra-se em um pequeno planalto das Ardenas Belgas, a uma altitude de 325 metros, rodeada pelos vales de Ambleve.
Na estrada de Louveigné, povoado próximo do qual depende a economia de Banneux, a um quilômetro da igreja, está a humilde casa da família Beco, e em frente a ela há um pequeno bosque. O lugar é úmido e pantanoso, por isso é chamado de "La Fagne", que significa o lodo. Do outro lado da estrada se encontram os grandes bosques de Eifel.

## A família Beco
Em 1933, a família Beco era composta pelo casal e por seus sete filhos. Mais tarde teriam quatro mais. Marieta Beco era a filha mais velha, nascida em uma sexta-feira dia 25 de março de 1921 (festa da Anunciação, que naquele ano coincidia com a Sexta-feira Santa). Contudo na casa da família Beco, a religião não era praticada, e estavam influenciados pelas más correntes da época.
Era tempo da depressão e seu pai, Juliano Beco, era um trabalhador desempregado que fazia anos não assistia a Missa ou não se preocupava com a educação religiosa dos seus filhos. Tradicionalmente as mães são as que mais alimentam a vida cristã nos lares, mas a mãe da família Beco, Luiza, era também indiferente à religião. A Marieta se considerava uma menina normal em todos os sentidos. Não era muito devota antes de sua experiência com a Virgem. Influenciada pelo ambiente de sua casa, Marieta havia abandonado a catequese. E desde 29 de Outubro de 1932 perdera todo o contato com o padre local. No entanto, tinha na cabeceira de sua cama uma imagem da Virgem Maria, guardava um Rosário que havia encontrado na estrada próximo de sua casa e que de vez em quando rezava antes de dormir.

## A primeira aparição: Domingo, 15 de janeiro de1933
A Virgem Maria convida a menina, com um gesto de sua mão, a se aproximar Dela.
O inverno de 1933 foi extremamente rigoroso. A neve e o gelo haviam invadido o lodo. Rajadas frias sopravam e passavam por todas as fissuras da casa da família Beco. Em uma noite escura, ao redor das sete da tarde, Marieta se sentou junto a janela na parte da frente da sua casa e enquanto cuidava de seu irmão bebê olhava para fora da casa. Em meio à escuridão, buscava algum sinal de seu irmão Julian, que havia saído e tardava a regressara A noite escura, fria e cheia de neve. De repente, Marieta notou ao lado direito do jardim da casa, uma senhora bem iluminada.
Marieta descreve a Virgem dos Pobres, enquanto a contemplava, dizendo: "Era tão bela… tinha um rosto tão formoso, com um bonito tom rosado nas bochechas (como também às vezes tenho eu), um rosto delicado, tão jovem, com um pequeno nariz muito fino; parecia uma jovenzinha de 18 ou 19 anos…"
A senhora tinha pouca estatura, ao redor de 1,5 m. Marieta nunca havia visto antes nada tão bonito. Não se vestia como as senhoras da aldeia uma vez que usava um vestido largo e branco com uma faixa azul. Era possível ver um de seus pés. Estava descalça, com somente uma rosa de ouro sobre os dedos de um dos pés. Pelo frio ela devia estar congelando. Então Marieta se deu conta de que ela estava elevada sobre a terra, parada, como em uma nuvem. Não parecia ter nenhum frio. Marieta continua a descrição:
"Ela tinha um vestido branco como a neve, que sobe até o pescoço. E pela cintura passa-lhe uma faixa azul, duas pontas caem pela frente do vestido. A cabeça está coberta pelo véu, que lhe cobre também os ombros e os braços. O pé direito está descoberto, onde repousa uma rosa de ouro. No braço direito está pendurado um rosário. A Virgem olha para mim sorrindo".
A senhora estava próxima do bosque, era muito luminosa, estava de pé, imóvel, ligeiramente inclinada para a esquerda. Ela relata: “Vi uma luz e uma formosa senhora que tinha uma cabeça muito iluminada, como se a luz fosse irradiada de seu corpo. Tive medo". Marieta, com cerca de 11 anos, tinha uma mente muito lógica. Não podia compreender a cena que tinha aos seus olhos:"Perguntei-me: O que é isso? Olhei com atenção, movendo a cabeça da direita para a esquerda e de cima para baixo; pensei: quem sabe é um reflexo da lâmpada. Então, eu a pus do outro lado da mesa".
Já não havia dúvida. No jardim havia uma formosa senhora. A menina assustou-se e deu um grito: Mamãe! Mamãe! Uma Senhora está no jardim. "Então, tive medo e chamei: Mamãe, Deus meu, Mamãe! Há uma dama no jardim, está muito bem vestida, muito elegante". Sua mãe, aborrecida, lhe disse:
-"Deixa-me em paz menina. È sua imaginação”.
Marieta continua a olhar com muita atenção e observa à formosa dama dos pés a cabeça. A senhora está um pouco inclinada, com as mãos postas e com uma grande auréola de luz que a rodeava.
-"Deus meu! Mamãe! Parece que é a Virgem Santíssima". Sua mãe lhe respondeu ironicamente: "Claro, talvez seja a Santíssima Virgem". A senhora Beco, sabia, contudo, que sua filha não falava dessas coisas. Havia três meses que não colocava o pé na igreja. Devia estar com febre…
A menina, contudo, insistiu que sua mãe fosse até a janela para ver por si mesma. Depois de muita insistência, mas se sentido como uma tola, Louise foi até a janela, levantou a cortina e olhou para fora. De fato, por um momento vê algo, como uma silhueta luminosa de uma senhora envolta em um véu, porém não pode distinguir claramente a figura. Atemorizada, se afasta da janela e diz sorrindo a menina enquanto fechava a janela: “Deve ser uma feitiçaria". Marieta não desiste:
-"Mamãe, te digo que é a Virgem… Sorriu-me! Que bonita que ela é!”.
A menina então notou que a Senhora tinha um rosário junto a faixa azul. A cruz era da mesma cor de ouro que a rosa que estava sobre seu pé.
Marieta foi até a gaveta e buscou um rosário que havia encontrado na rua de Tancremont e começou a rezar enquanto contemplava a aparição maravilhada.
Os lábios da Senhora se moviam, mas ela não dizia nada que Marieta pudesse ouvir. A menina tinha o coração cativado pelo doce sorriso da Virgem. Depois de umas poucas dezenas, a Senhora levantou sua mão direita e acenou para Marieta pedindo que saísse. A jovem disse a sua mãe que a Senhora quer falar-lhe e pediu permissão para sair.
A mãe crendo que fosse uma feitiçaria, se opõe e fecha a porta com a chave. Marieta então se volta para a janela, porém a Virgem já havia desaparecido. A menina então se põe a rezar um pouco mais.
Marieta não conseguia tirar a visão de sua mente. Continuou voltando a janela para ver se a bela senhora havia voltado, mas não voltou. Logo em seguida o seu irmão Julien chegou em casa. Ela contou-lhe o que acontecera e a reação do garoto foi igual à de sua mãe sendo ainda mais bruta. Os comentários variaram de “Você é uma boba” a “Você está louca”. Desse modo, rejeitada e só depois do encontro com a Virgem, Marieta foi dormir.

### Marieta se encontra com o Padre Louis Jamim
Na manhã seguinte Marieta contou tudo ao seu pai. Sua resposta inicial foi: "Tolice. Você está louca”. Porém a curiosidade dele havia sido despertada, pois notou a sinceridade de sua filha, que não costumava mentir. A menina não voltou atrás por causa da reação da sua família, ela acreditou realmente no que viu.
Depois que Marieta foi para a escola, Julien pediu a sua esposa que lhe mostrasse o lugar exato onde ela viu a aparição. Então, durante a tarde, ele tratou de simular as condições da noite anterior para encontrar uma explicação lógica daquilo que sua filha declarou ter visto. Colocou a lâmpada a óleo em diferentes posições, mas a luz não brilhou no jardim, somente no caminho.

### Marieta retorna ao catecismo
Na quarta-feira Marieta retorna ao catecismo depois de mais de três meses de ausência. O padre se assombra, pois, apesar de sua ausência, a menina responde bem às perguntas. È a primeira vez que isso ocorre. É uma mudança repentina.
O sacerdote chama Marieta para seu escritório e, sem querer dar importância ao assunto, lhe pergunta sobre sua experiência enquanto cuidadosamente toma nota de tudo. A menina é perfeitamente coerente. Não há contradições em seu testemunho. Naquela mesma semana o padre transmite um relatório completo ao seu bispo.

## A segunda aparição – Quarta-feira, 18 de janeiro de 1933
“Mergulha as tuas mãos nesta água. Esta fonte me é reservada. Boa noite. Até Breve.”
Três dias após a primeira aparição, fazia um grande frio, era quarta-feira, dia 18 de janeiro. À noite, por volta das sete, Marieta, dominando seu costumeiro medo de escuro, sai da casa. 
Ajoelha-se no caminho que dá para o pomar da casa. Enquanto seu pai a observa de dentro da casa. Reza baixo, levantando do chão um pouco a vista, olhando o mesmo lugar, onde no domingo, havia presenciado a dama luminosa. Subitamente, estende os braços. A Virgem aparece por cima do bosque, pequenina, vinda do céu. Aproxima-se, pouco a pouco, passando por entre os pinheiros. Uma espécie de pequena nuvem cinza a separa do solo. Um brilho deslumbrante emanava dela. Marieta estava a cerca de 1,5 m da Virgem, podia sentir o calor que a rodeava, 
Nesse mesmo dia, segunda-feira, 16 de janeiro, Marieta foi à escola e contou para a sua melhor amiga Josefina Leonard que havia visto a Virgem Maria. Sua melhor amiga se diverte perguntando: “Você não esta doente?”. Marieta começou a chorar, tal reação surpreendeu sua amiga que passou a pensar que poderia ser verdade. A amiga, então, pergunta: “Isso é sério? Como ela era? Como ela estava vestida?”.
Marieta reza baixinho, com o rosário entre as mãos, olhava para o alto. Contemplava a Dama sorridente, que suavemente move os lábios como se estivesse orando. Essa oração silenciosa dura uns vinte minutos.
O pai saiu da casa, e tratou de falar com a menina, mas parecia não ouvi-lo. Quando ela abriu os braços, Julian Beco se deu conta de que ela estava vendo outra aparição. Ele montou em sua bicicleta e dirigiu-se ao povoado em busca do padre. Não pôde encontrá-lo, mas pediu a um católico praticante que o acompanhasse até sua casa. Quando eles se aproximaram, viram a Marieta afastando-se da casa, como se estivesse sendo guiada a um lugar particular. “Aonde vais?”, gritou seu pai.
“Ela está me chamando”, contestou a menina, sem parar de caminhar.
Subitamente, para e ajoelha-se, fica um momento assim, recitando “aves”, se levanta e continua seu caminho. Um pouco mais adiante volta a ajoelhar-se. Volta a levantar-se obedecendo ao gesto de chamada da Virgem que volta a deslizar. Bruscamente muda sua direção, em um ângulo reto, onde havia uma fonte, que estava situada em um declive abaixo da estrada. Ajoelha-se na sarjeta enquanto a Virgem lhe fala:
"Pousa tuas mãos na água".
Sem vacilar, a menina obedece, o rosário escorrega de suas mãos que tinham se separado e conscientemente banhado, caindo na fonte. A Virgem diz ainda:
“Esta fonte é reservada para mim”. “Até logo, boa noite”.
Depois se eleva acima dos pinheiros que cercam a fonte, enquanto olhava para a menina. À medida que se afastava parecia ainda menor.
Quando o Padre Jamim regressou a igreja, foi avisado da visita entusiasmada do Sr Beco. Ele sabia do que se tratava e depois de buscar ajuda de outro sacerdote e de um amigo, foi a casa dos Beco. Quando ele chegou lá, Marieta já tinha ido dormir e então ele falou com seu pai.
Julian explicou a ele tudo aquilo que tinha acontecido no curso de quase uma hora em que ele tinha estado com a menina. Ao término da entrevista, o padre perguntou ao pai de Marieta se ele acreditava na declaração da menina e no que ela tinha visto. A resposta dele era "Sim, eu acredito nisto, e para mostrar a você como eu 
profundamente acredito nisto, amanhã eu irei para a Igreja para me confessar. Eu gostaria de receber a Comunhão novamente. Esta será a primeira vez que eu receberei, desde a minha Primeira Comunhão quando menino."

## A terceira aparição – Quinta-feira, 19 de janeiro de 1933
“Sou a Virgem dos Pobres… Esta fonte está reservada para todas as Nações, para aliviar os enfermos. Rezarei por ti. Até breve”.
No dia 19 de janeiro, quinta-feira às sete horas da tarde, Marieta deixa a casa acompanhada por seu pai com a cabeça coberta com um casaco velho para melhor preservar-se do frio. Após alguns passos, ela se ajoelha na terra nevada e reza. De repente estende os braços e exclama:
“Quem sois Vós, bela Senhora?”.
A Senhora responde:
“Eu sou a Virgem dos Pobres". Após estas palavras, a criança segue a Virgem pelo mesmo caminho da véspera até a Fonte, onde ajoelha-se com o olhar fixo para o alto, no declive onde se encontra a virgem, e faz a segunda pergunta:
“Vós dissestes ontem: Esta Fonte é reservada para Mim”. “Por que para mim?”
O sorriso da virgem se acentua e responde:
“Esta fonte é reservada para todas as nações; para alívio dos doentes". Marieta repete as palavras com voz clara e firme e diz:
“Obrigada, obrigada!”.
A Senhora se despede dizendo:
“Eu rezarei por ti. Até breve". A Virgem vai embora, como na véspera, se elevando e afastando cada vez menor.

## A quarta aparição – Sexta-feira, 20 de janeiro de 1933
“Eu desejo uma capela pequena.”
Marieta se sente um pouco mal, mas isso não a impediu de partir às sete horas da tarde. Ajoelhada no pomar reza o rosário. Em dois minutos grita: “O que há aqui?”. Depois ela pede com voz clara: “O que deseja bela Senhora?”. A Virgem responde: “Eu desejo uma pequena capela". Então abrindo as mãos, as estende sem separá-las de seu peito. Com a mão direita faz o sinal da cruz para abençoá-la e desaparece. Neste instante Marieta desmaia. Ajudado por um vizinho, o pai assustado a leva para casa. Ela volta a si e dorme tranquilamente.
De 21 de janeiro a 11 de fevereiro, todas as tardes às sete horas Marieta vai rezar em seu lugar de costume. O frio era intenso, mas Marieta continuava rezando. Nesses dias, somente ela acreditava na Virgem dos Pobres e desejava a qualquer preço vê-la novamente.

## A quinta aparição – Sábado, 11 de fevereiro de 1933
(dia em que Ela apareceu a Bernadete em Lurdes, em 1858)
“Vim aliviar-lhe os sofrimentos. Até breve.”
Marieta está rezando ajoelhada no pomar e algumas pessoas estão presentes. Ao término do segundo rosário ela se levanta de repente e se dirige para a borda do pomar e vai para a fonte, ajoelha-se nos mesmos lugares, como anteriormente. Chegando na Fonte, ajoelha-se, se inclina, põe a mão na água, se benze com o rosário. A Virgem confessa:
“Vim aliviar-lhe os sofrimentos. Até breve!”
Então vai embora como de costume.

## A sexta aparição – Quarta-feira, 15 de fevereiro de 1933
“Crê em Mim e eu creio em ti. Reza muito. Até breve”
Numa quarta-feira, 15 de fevereiro de 1933 apareceu a Santíssima Virgem pela sexta vez a Marieta. A menina lhe diz: “Bela Senhora, o vigário me pediu, que nos désseis um sinal”. Porém ela não deu nenhum sinal, apenas disse:
“Crê em mim e eu creio em ti”.
Após estas palavras disse um segredo à menina e acrescentou:
"REZA MUITO, ATÉ BREVE".

## A sétima aparição – Segunda-feira, 20 de fevereiro de 1933
“Filha, reza muito. Até breve!”
Na sétima aparição, segunda-feira, no dia 20 de fevereiro, estava nevando e fazendo muito frio. Ao término do segundo rosário Marieta estende os braços bruscamente e sua oração fica mais rápida. A Bela Senhora apareceu como de costume e levou consigo a menina para a Fonte. Marieta se ajoelha nos lugares de sempre e cada vez que ajoelha reza. Na Fonte a Virgem como sempre sorridente lhe diz:
“Querida menina, reza muito!”
Depois, deixando de sorrir antes de partir e com voz séria acrescenta:
“Até breve!”

## A oitava aparição – Quinta-feira, 2 de março de 1933
“Eu sou a Mãe do Salvador, Mãe de Deus. Reza muito. Adeus.”
Numa quinta-feira, dia 2 de Março de 1933, chovia torrencialmente. No começo do primeiro rosário, de repente para de chover, o céu se torna mais claro e as estrelas brilham. De repente Marieta se cala estendendo os braços. A Virgem aparece pela oitava e última vez. A virgem estava muito bonita como sempre, mas não sorriu Seu rosto estava muito sério. Talvez ela também estivesse triste porque havia chegado o fim. Ela contou a menina:
“EU SOU A MÃE DO SALVADOR, MÃE DE DEUS”.
E depois colocou as mãos sobre a criança, dizendo:
“REZA MUITO… ADEUS!”
Abençoando a criança, desapareceu. Quando partiu, as nuvens cobriram o céu outra vez e a chuva voltou a cair implacavelmente. Marieta não percebeu a chuva que golpeou seu rosto e seu corpo, ela se desmoronou na terra, chorando convulsivamente, repetindo “Santa Maria” enquanto chorava.

## Reconhecimento das aparições
As aparições da Virgem foram sujeitas a investigações oficiais por parte da Igreja Católica durante os anos de 1935 a 1937. Foi formada uma comissão episcopal, e as evidências foram levadas a Roma para análise. Em maio de 1942, o bispo Kerkhofs de Lieja, anunciou a aprovação das aparições. 
Uma aprovação preliminar foi dada em 1947 pela Santa Sé; a mesma foi declarada definitiva em 1949.